# Acebrochol
Acebrochol (INN) es un esteroide con efecto de droga sedante. 